# Bembidion assensum
Bembidion assensum är en skalbaggsart som beskrevs av Thomas Casey. Bembidion assensum ingår i släktet Bembidion och familjen jordlöpare. Inga underarter finns listade i Catalogue of Life.